# Ichneumon constrictus
Ichneumon constrictus är en stekelart som beskrevs av Geoffroy 1785. Ichneumon constrictus ingår i släktet Ichneumon och familjen brokparasitsteklar. Inga underarter finns listade i Catalogue of Life.